# CAMUIロケット
CAMUIロケット（カムイロケット）とは、特定非営利活動法人「北海道宇宙科学技術創成センター (HASTIC)」が中心となり、北海道大学、北海道工業大学等の北海道内の大学・植松電機をはじめとする北海道内の民間企業によって開発が進められているハイブリッドロケットである。

## 目的
新しい形式のハイブリッドロケットを実用化し、従来から用いられてきた小型固体ロケットに比較して打上げ単価を1/10以下に引き下げることを目標としている。微小重力環境の実験や高空気象の観測、衛星部品の作動試験、小型衛星の打ち上げなどの利用が想定されている。

## 概要
CAMUIロケットは宇宙航空研究開発機構 (JAXA) のような国の事業ではなく、民間主体によって開発が行われている。プラスチック（ポリエチレン）を燃料、液体酸素を酸化剤とするハイブリッドロケットである。縦列多段衝突噴流（Cascaded Multistage Impinging-jet、CAMUI）という、燃焼ガスが固体燃料表面への衝突を順次繰り返す燃焼方式を採用し、燃料の燃焼速度を高めている。このことで推力があまり大きく取れない、という従来のハイブリッドロケットの弱点を克服し、推力 400 kgf（~3900 N）という固体燃料ロケット並の小型高推力化に成功している。加えて固体燃料ロケットの、推進剤に酸化剤として含まれる過塩素酸アンモニウム由来の有毒で発癌性のある塩素化合物が燃焼ガスに含まれ、環境負荷が高いという問題点を酸化剤に液体酸素を用いることで解決できる。さらに、燃焼によって生成される生成物の分子量が小さいので従来の固体燃料ロケットよりも比推力が高いという特徴も有する。コスト的にも、ハイブリッド化により現在の実用固体燃料ロケットに比べ燃料費を200分の1以下にでき、またエンジン部分を含め機体のほぼすべてをプラスチック化することにより軽量化が図れるため、トータルで現用の実用固体燃料ロケットに比べ、打ち上げ費用を10分の1以下とすることを目標としている。HASTICでは現在も開発とエンジン燃焼実験の実績の積み重ねを続けており、2009年内の実用化を目標としている。
2006年12月には、宇宙関連機器の研究開発および製作販売、実験の請負などを目的に、北海道大学教授永田晴紀と植松電機取締役植松努の出資により株式会社カムイスペースワークスが設立された。同社は初の商業打上げ業務として、公立はこだて未来大学のCanSatの打上げを請け負った。

## 打ち上げ
2002年3月に、最初の技術実験機が北海道・大樹町にて打ち上げられ、打ち上げ自体は成功したが、パラシュートの開傘及び機体の回収のいずれも失敗した。
2003年1月13日に、第2回目の打ち上げ実験が行われ、打ち上げ・パラシュートによる機体の回収のいずれも成功した。
2004年3月14日に、第3回の打ち上げ実験が行われた。この回は、CAMUIロケットに板状の変形三角翼を取り付けた有翼機体 (CAMUI-Winged) の打ち上げ実験であり、滑空飛行に成功した。
2006年12月23日に、CAMUI-80P（全長 2.8 m、外径 120 mm、推力 ~780 N）による2回の打ち上げにおいて、実際に公立はこだて未来大学のCanSatを打ち上げた。この打ち上げでは、高度 1000 m を達成し、またCanSatの回収にも成功した。打ち上げ費用は1回100万円程度（機体制作費別）とされた。
2007年8月4日に、CAMUI-250S（全長 3.6 m、外径 160 mm、推力 ~2450 N）を打ち上げた。目標としていた高度 10 km 到達と、機体の回収は果たせなかったものの、新たに高度 3.5 km を達成した。
2007年12月8日に、再び公立はこだて未来大学のCanSatを搭載した2機と技術実証試験機1機の計3機のCAMUI-90Pの打ち上げを予定していた。ところが、同日の最初の打ち上げにおいて、CanSatの分離に失敗し、またロケット自体のパラシュートも開かず、ロケットは高度1000mからそのまま落下し、射点と 25 m しか離れていない場所に設営された司令室テントを突き破り、地面にめり込んだ(司令室テント内では8人が作業中であったが、けが人はいなかった)。この失敗により、残り2機の打ち上げは中止された。この失敗については、HASTIC自体が技術レポートを出しており、原因はCanSat及びパラシュートの分離機構の機能確認が −5 °C でまでしかされていなかったのに対し、当日の打ち上げ時の気温が −12〜15 °C であったため、分離機構が機能不良を起こしたものとされた。また、司令室テントの設置については見学者エリア(射点後方)に配慮し、射点左側に設置したという事情が明らかになり、落下危険区域の再認識が必要とされた。
2008年3月3日に、CAMUI-90P（全長 2.9 m、外径 120 mm、質量 23 kg、推力 90 kgf（最大値））を打ち上げた。この回の打上げは、前回の失敗を省みて、
1. 打ち上げ時における安全管理手順の実施確認および打ち上げ組織運営の実践
2. パラシュート開傘機構の作動信頼性の確認

の２つを目的とし、新規の技術開発要素並びにペイロードの搭載もなかった。到達高度は 440 m、最高点到達までの時間は 9 秒 であった。
2012年7月28日に、CAMUI-500P（全長 4.0 m、外径 190 mm、質量 79 kg、平均推力 ~5000 N）を打ち上げた。これまでの打ち上げで蓄積してきた技術を元に、超音速飛行と海上回収を行うことを目的とした実験であった。実験結果は到達高度が 7500 m、最高速度マッハ1.4であり、1次減速用のパラシュートが離昇中に開傘してしまったものの機体は原型を保った状態で無事に回収された。到達高度と最高速度は、2013年1月の時点で国内の最高記録である。
| 打ち上げ日時           | 推力(kgf) | 予定高度(km) | 到達高度(km) | 試験内容                                                                                           | 結果 |
| ---------------------- | --------- | ------------ | ------------ | -------------------------------------------------------------------------------------------------- | --- |
| 2011年7月23日          | 90        | 1.5          |              | 海上での回収試験                                                                                   | |
| 2011年7月23日          | 90        | 1.5          |              | 海上での回収試験                                                                                   | |
| 2011年12月16日17時0分  | 90        | 0.5          | 0.52         | 夜間での打ち上げと回収の実証                                                                       | 打ち上げ/回収ともに成功 |
| 2011年12月17日8時30分  | 200       | 1            | 0.836        | テレメトリ技術の蓄積                                                                               | |
| 2011年12月17日10時45分 | 200       | 1            | 0.695        | ダミーミッション装着時の飛行特性の確認、缶サットの放出                                             | |
| 2012年7月28日 8時5分   | 500       | 8            | 7.4          | 高高度飛翔と回収実験、超音速飛行実験、テレメトリの動作実証                                         | 超音速環境での飛行に成功、搭載された機器により超音速環境での飛行特性を得ることができた                                       |
| 2013年3月2日           | 500       | 10           |              | 高高度飛翔と回収技術の蓄積、超音速飛行環境のデータ蓄積、改良型回収機構の実証、テレメトリの動作実証 | 天候により打ち上げ中止 |
| 2013年3月29日          | 500       | 10           |              | 高高度飛翔と回収技術の蓄積、超音速飛行環境のデータ蓄積、改良型回収機構の実証、テレメトリの動作実証 | SNS社の「ひなまつり」の失敗により中止                                                                                        |
| 2013年8月10日          | 500       |              | 8.3(推測値)  | | ドラッグシュートの不時放出を抑止する対策を施した結果、ドラッグシュートが放出されないまま弾道降下する結果となったと予測される |

## その他
「CAMUIロケット実用化の際には機体制作費を210万円程度で一般にも販売する」、というアナウンスを行った際、地元北海道選出の今津寛防衛庁副長官(当時)が、副大臣会議において、「テロに使われる危険があるのではないか」と述べたことがあり、一時物議を醸した。もっとも、開発者の永田晴紀教授は、「経済産業省は応援してくれている。」と中央官庁が圧力をかけている、という説は否定している。 (CAMUIロケットは発射直前まで手動で液体酸素を注入する必要がありテロで使うのはほぼ不可能とされている)
2007年12月8日の失敗の後、故障の原因がスペースシャトルチャレンジャー号の事故原因と一部共通する要因があったこと(極低気温による機能障害)や、安全区域の線引きが甘かったこと（推力が大幅に劣るモデルロケットでも、射点から20m以内の立ち入り制限等がある)等について、各方面から事前のリサーチや見通しが余りにも甘いのではないか、という報道がなされた。
北海道余市町にある宇宙記念館「スペース童夢」において、CAMUI-250Sのモックアップ（同サイズ・同重量）が常設展示されている。